# Conrad Daniel Wodroff
Conrad Daniel Wodroff (døbt 9. maj 1725 i Sankt Petri Kirke – 31. maj 1799) var en dansk generalkrigskommissær og deputeret.
Han var en søn af deputeret i Landetatens Generalkommissariat Georg Albrecht Wodroff og Beate Cathrine f. Hagen. Vel som en anerkendelse af faderens nidkærhed i etatens tjeneste ansattes den unge 20-årige mand i august 1745, 10 dage efter faderens død, som sekretær i Generalkommissariatets tyske kontor, en begunstigelse, som Wodroff ikke gjorde til skamme, thi den unge kontorchef forstod at sætte sig så fast i overkrigssekretæren, grev Conrad Vilhelm Ahlefeldts gunst, at denne fik ham udnævnt til justitsråd næppe 29 år gammel og i august 1759 ansat som meddeputeret i Generalkommissariatet, således at han dog vedblivende skulle forestå sit kontor. I 1761 udnævntes han til karakteriseret generalkrigskommissær med obersts rang, og da Generalkommissariatet 28. oktober 1763 måtte vige pladsen for Generalkrigsdirektoriet, optog grev Claude-Louis de Saint-Germain den anerkendt dygtige kontormand som deputeret i direktoriet. De nye ideer, som greven ville have ført ud i livet, passede dog ikke med de principper, Wodroff havde indsuget i sit bureaukratiske hjem, og som han efter sin næsten 20-årige erfaring i Generalkommissariatets kontorer anså som ene svarende til armeens og landets tarv. Han trådte derfor allerede 5. december 1764 ud af direktoriet og modtog ansættelse som virkelig generalkrigskommissær i Holsten, i hvilken stilling han virkede med stor dygtighed indtil sin død, 31. maj 1799. Han havde i 1784 erholdt generalmajors rang.
Han var gift med Charlotte Amalie Friis, datter af konferensråd og kommitteret i Kommercekollegiet Johan Frederik Friis og Charlotte Frederikke f. Edinger.